# 480 km Monze 1990
480 km Monze 1990 je bila druga dirka Svetovnega prvenstva športnih dirkalnikov v sezoni 1990. Odvijala se je 29. aprila 1990.

## Rezultati
| Poz     | Razred | Št | Moštvo                           | Dirkači                              | Šasija                                    | Gume | Krogi |
| Poz     | Razred | Št | Moštvo                           | Dirkači                              | Motor                                     | Gume | Krogi |
| ------- | ------ | -- | -------------------------------- | ------------------------------------ | ----------------------------------------- | ---- | ----- |
| 1       | C      | 1  | Team Sauber Mercedes             | Mauro Baldi Jean-Louis Schlesser     | Mercedes-Benz C11                         | G    | 83    |
| 1       | C      | 1  | Team Sauber Mercedes             | Mauro Baldi Jean-Louis Schlesser     | Mercedes-Benz M119 5.0L Turbo V8          | G    | 83    |
| 2       | C      | 2  | Team Sauber Mercedes             | Jochen Mass Karl Wendlinger          | Mercedes-Benz C11                         | G    | 83    |
| 2       | C      | 2  | Team Sauber Mercedes             | Jochen Mass Karl Wendlinger          | Mercedes-Benz M119 5.0L Turbo V8          | G    | 83    |
| 3       | C      | 3  | Silk Cut Jaguar                  | Martin Brundle Alain Ferté           | Jaguar XJR-11                             | G    | 83    |
| 3       | C      | 3  | Silk Cut Jaguar                  | Martin Brundle Alain Ferté           | Jaguar JV6 3.5L Turbo V6                  | G    | 83    |
| 4       | C      | 4  | Silk Cut Jaguar                  | Jan Lammers Andy Wallace             | Jaguar XJR-11                             | G    | 82    |
| 4       | C      | 4  | Silk Cut Jaguar                  | Jan Lammers Andy Wallace             | Jaguar JV6 3.5L Turbo V6                  | G    | 82    |
| 5       | C      | 7  | Joest Porsche Racing             | Frank Jelinski Bob Wollek            | Porsche 962C                              | M    | 82    |
| 5       | C      | 7  | Joest Porsche Racing             | Frank Jelinski Bob Wollek            | Porsche Type-935 3.2L Turbo Flat-6        | M    | 82    |
| 6       | C      | 22 | Spice Engineering                | Wayne Taylor Eric van de Poele       | Spice SE90C                               | G    | 81    |
| 6       | C      | 22 | Spice Engineering                | Wayne Taylor Eric van de Poele       | Ford Cosworth DFR 3.5L V8                 | G    | 81    |
| 7       | C      | 23 | Nissan Motorsports International | Julian Bailey Kenny Acheson          | Nissan R90CK                              | D    | 81    |
| 7       | C      | 23 | Nissan Motorsports International | Julian Bailey Kenny Acheson          | Nissan VRH35Z 3.5L Turbo V8               | D    | 81    |
| 8       | C      | 8  | Joest Porsche Racing             | Jonathan Palmer Tiff Needell         | Porsche 962C                              | M    | 81    |
| 8       | C      | 8  | Joest Porsche Racing             | Jonathan Palmer Tiff Needell         | Porsche Type-935 3.2L Turbo Flat-6        | M    | 81    |
| 9       | C      | 10 | Porsche Kremer Racing            | Bernd Schneider Sarel van der Merwe  | Porsche 962CK6                            | Y    | 80    |
| 9       | C      | 10 | Porsche Kremer Racing            | Bernd Schneider Sarel van der Merwe  | Porsche Type-935 3.0L Turbo Flat-6        | Y    | 80    |
| 10      | C      | 11 | Porsche Kremer Racing Convector  | Anthony Reid Anders Olofsson         | Porsche 962CK6                            | Y    | 79    |
| 10      | C      | 11 | Porsche Kremer Racing Convector  | Anthony Reid Anders Olofsson         | Porsche Type-935 3.0L Turbo Flat-6        | Y    | 79    |
| 11      | C      | 21 | Spice Engineering                | Fermín Vélez Bernard Jourdain        | Spice SE90C                               | G    | 79    |
| 11      | C      | 21 | Spice Engineering                | Fermín Vélez Bernard Jourdain        | Ford Cosworth DFR 3.5L V8                 | G    | 79    |
| 12      | C      | 17 | Brun Motorsport                  | Massimo Sigala Eje Elgh              | Porsche 962C                              | Y    | 79    |
| 12      | C      | 17 | Brun Motorsport                  | Massimo Sigala Eje Elgh              | Porsche Type-935 3.0L Turbo Flat-6        | Y    | 79    |
| 13      | C      | 13 | Courage Compétition              | Pascal Fabre Beppe Gabbiani          | Cougar C24S                               | G    | 79    |
| 13      | C      | 13 | Courage Compétition              | Pascal Fabre Beppe Gabbiani          | Porsche Type-935 3.0L Turbo Flat-6        | G    | 79    |
| 14      | C      | 6  | Joest Racing                     | Jean-Louis Ricci Henri Pescarolo     | Porsche 962C                              | G    | 78    |
| 14      | C      | 6  | Joest Racing                     | Jean-Louis Ricci Henri Pescarolo     | Porsche Type-935 3.2L Turbo Flat-6        | G    | 78    |
| 15      | C      | 26 | Obermaier Racing                 | Harald Grohs Jürgen Oppermann        | Porsche 962C                              | G    | 77    |
| 15      | C      | 26 | Obermaier Racing                 | Harald Grohs Jürgen Oppermann        | Porsche Type-935 3.0L Turbo Flat-6        | G    | 77    |
| 16      | C      | 39 | Swiss Team Salamin               | Antoine Salamin Luigi Taverna        | Porsche 962C                              | G    | 76    |
| 16      | C      | 39 | Swiss Team Salamin               | Antoine Salamin Luigi Taverna        | Porsche Type-935 3.0L Turbo Flat-6        | G    | 76    |
| 17      | C      | 14 | Richard Lloyd Racing             | Manuel Reuter James Weaver           | Porsche 962C GTi                          | G    | 70    |
| 17      | C      | 14 | Richard Lloyd Racing             | Manuel Reuter James Weaver           | Porsche Type-935 3.0L Turbo Flat-6        | G    | 70    |
| 18 DSQ† | C      | 20 | Team Davey                       | Alfonso Toledano                     | Porsche 962C                              | D    | 76    |
| 18 DSQ† | C      | 20 | Team Davey                       | Alfonso Toledano                     | Porsche Type-935 2.8L Turbo Flat-6        | D    | 76    |
| 19 DNF  | C      | 24 | Nissan Motorsports International | Mark Blundell Gianfranco Brancatelli | Nissan R90CK                              | D    | 79    |
| 19 DNF  | C      | 24 | Nissan Motorsports International | Mark Blundell Gianfranco Brancatelli | Nissan VRH35Z 3.5L Turbo V8               | D    | 79    |
| 20 DNF  | C      | 9  | Joest Porsche Racing             | "John Winter" Stanley Dickens        | Porsche 962C                              | M    | 77    |
| 20 DNF  | C      | 9  | Joest Porsche Racing             | "John Winter" Stanley Dickens        | Porsche Type-935 3.0L Turbo Flat-6        | M    | 77    |
| 21 DNF  | C      | 33 | Konrad Motorsport Dauer Racing   | Raul Boesel                          | Porsche 962C                              | BF   | 65    |
| 21 DNF  | C      | 33 | Konrad Motorsport Dauer Racing   | Raul Boesel                          | Porsche Type-935 3.0L Turbo Flat-6        | BF   | 65    |
| 22 DNF  | C      | 16 | Brun Motorsport                  | Jésus Pareja Walter Brun             | Porsche 962C                              | Y    | 62    |
| 22 DNF  | C      | 16 | Brun Motorsport                  | Jésus Pareja Walter Brun             | Porsche Type-935 3.0L Turbo Flat-6        | Y    | 62    |
| 23 DNF  | C      | 37 | Toyota Team Tom's                | Roberto Ravaglia Johnny Dumfries     | Toyota 89C-V                              | B    | 56    |
| 23 DNF  | C      | 37 | Toyota Team Tom's                | Roberto Ravaglia Johnny Dumfries     | Toyota R36V 3.6L Turbo V8                 | B    | 56    |
| 24 DNF  | C      | 40 | The Berkeley Team London         | Ranieri Randaccio Pasquale Barberio  | Spice SE89C                               | G    | 50    |
| 24 DNF  | C      | 40 | The Berkeley Team London         | Ranieri Randaccio Pasquale Barberio  | Ford Cosworth DFZ 3.5L V8                 | G    | 50    |
| 25 DNF  | C      | 15 | Brun Motorsport                  | Oscar Larrauri Harald Huysman        | Porsche 962C                              | Y    | 20    |
| 25 DNF  | C      | 15 | Brun Motorsport                  | Oscar Larrauri Harald Huysman        | Porsche Type-935 3.0L Turbo Flat-6        | Y    | 20    |
| 26 DNF  | C      | 28 | Chamberlain Engineering          | Cor Euser Mario Hytten               | Spice SE89C                               | G    | 20    |
| 26 DNF  | C      | 28 | Chamberlain Engineering          | Cor Euser Mario Hytten               | Ford Cosworth DFZ 3.5L V8                 | G    | 20    |
| 27 DNF  | C      | 30 | GP Motorsport                    | Will Hoy Philippe de Henning         | Spice SE90C                               | D    | 14    |
| 27 DNF  | C      | 30 | GP Motorsport                    | Will Hoy Philippe de Henning         | Ford Cosworth DFR 3.5L V8                 | D    | 14    |
| 28 DNF  | C      | 27 | Obermaier Racing                 | Otto Altenbach Jürgen Lässig         | Porsche 962C                              | G    | 11    |
| 28 DNF  | C      | 27 | Obermaier Racing                 | Otto Altenbach Jürgen Lässig         | Porsche Type-935 3.0L Turbo Flat-6        | G    | 11    |
| 29 DNF  | C      | 35 | Louis Descartes                  | François Migault Denis Morin         | ALD C289                                  | D    | 8     |
| 29 DNF  | C      | 35 | Louis Descartes                  | François Migault Denis Morin         | Ford Cosworth DFZ 3.5L V8                 | D    | 8     |
| 30 DNF  | C      | 32 | Konrad Motorsport                | Franz Konrad Almo Coppelli           | Porsche 962C                              | G    | 7     |
| 30 DNF  | C      | 32 | Konrad Motorsport                | Franz Konrad Almo Coppelli           | Porsche Type-935 3.0L Turbo Flat-6        | G    | 7     |
| 31 DNF  | C      | 36 | Toyota Team Tom's                | Geoff Lees Aguri Suzuki              | Toyota 90C-V                              | B    | 4     |
| 31 DNF  | C      | 36 | Toyota Team Tom's                | Geoff Lees Aguri Suzuki              | Toyota R36V 3.6L Turbo V8                 | B    | 4     |
| 32 DNF  | C      | 29 | Chamberlain Engineering          | Nick Adams Charles Zwolsman          | Spice SE90C                               | G    | ?     |
| 32 DNF  | C      | 29 | Chamberlain Engineering          | Nick Adams Charles Zwolsman          | Ford Cosworth DFZ 3.5L V8                 | G    | ?     |
| DNS     | C      | 19 | Team Davey                       | Bruno Giacomelli Fulvio Ballabio     | Porsche 962C                              | D    | -     |
| DNS     | C      | 19 | Team Davey                       | Bruno Giacomelli Fulvio Ballabio     | Porsche Type-935 3.0L Turbo Flat-6        | D    | -     |
| DNQ     | C      | 12 | Courage Compétition              | Bernard Thuner Costos Los            | Cougar C24S                               | G    | -     |
| DNQ     | C      | 12 | Courage Compétition              | Bernard Thuner Costos Los            | Porsche Type-935 2.8L Turbo Flat-6        | G    | -     |
| DNQ     | C      | 34 | Equipe Alméras Fréres            | Jacques Alméras Jean-Marie Alméras   | Porsche 962C                              | G    | -     |
| DNQ     | C      | 34 | Equipe Alméras Fréres            | Jacques Alméras Jean-Marie Alméras   | Porsche Type-935 2.8L Turbo Flat-6        | G    | -     |
| DNQ     | C      | 41 | Alba Racing Team                 | Marco Brand Fabio Mancini            | Alba AR20                                 | G    | -     |
| DNQ     | C      | 41 | Alba Racing Team                 | Marco Brand Fabio Mancini            | Subaru (Motori Moderni) 1235 3.5L Flat-12 | G    | -     |

- † - #20 Team Davey je bil zaradi prelahkega dirkalnika diskvalificiran.

## Statistika
- Najboljši štartni položaj - #1 Team Sauber Mercedes - 1:29.165
- Najhitrejši krog - #2 Team Sauber Mercedes - 1:33.426
- Povprečna hitrost - 210.532km/h